# Lars Frederiksen and the Bastards
Lars Frederiksen and the Bastards est un groupe de punk rock américain, originaire de San Francisco, en Californie. Il est un projet parallèle de Lars Frederiksen de Rancid, qui se caractérise par un style musical punk rock aux influences diverses, allant du rock au punk hardcore. Bien que Craig n'apparaisse pas sur le premier album, il a toujours fait partie du groupe pour les tournées.

## Biographie
Le groupe se forme en 2000 après que Tim Armstrong, ami et partenaire de Lars au sein de Rancid, ait suggéré à Lars d'écrire des chansons sur son parcours et ses histoires lorsqu'il grandit à Campbell, en Californie. Lars débauche alors ces musiciens parmi son entourage, ainsi, Scott Abels est le batteur du groupe Hep Cat et ancien roadie batterie de Brett Reed avec Rancid, et Big Jay Bastard est le roadie guitare de Tim Armstrong et Matt Freeman.
Le groupe réalise alors un premier album éponyme Lars Frederiksen and the Bastards, sorti le 20 mars 2001 chez Epitaph Records, contenant à la fois des compos et des reprises, comme To Have and to Have Not de Billy Bragg, Leaving Here de Holland, Dozier & Holland (précédemment repris par Motörhead), ou encore une version à peine déguisée de Tommorow Belongs to Me de Skrewdriver, renommé Campbell California. L'album est généralement bien accueilli par la presse spécialisée,.
Le deuxième opus du groupe, mixé par Brett Gurewitz de Bad Religion, sort en 2004, sous le nom Viking, clin d'œil aux origines danoises de Lars. Il comprend aussi quelques reprises comme Marie Marie des Blasters, For You d'Anti-Nowhere League et aussi Little Rude Girl qui était à l'origine un projet destiné à Rancid. Tim Armstrong participe au titre My Life to Live et de Rob Aston sur Switchblade. Le groupe ne donne ensuite plus signe d'activité.

## Membres
- Lars Frederiksen - chant, guitare solo
- Gordy (crédité aussi en tant que Unknown Bastard) - chant
- Big Jay Bastard - basse
- Craig Leg - guitare rythmique
- Scott Abels (crédité aussi comme Skatty Punk Rock) - batterie

## Discographie
- 2001 : Lars Frederiksen and the Bastards
- 2004 : Viking